# Prada

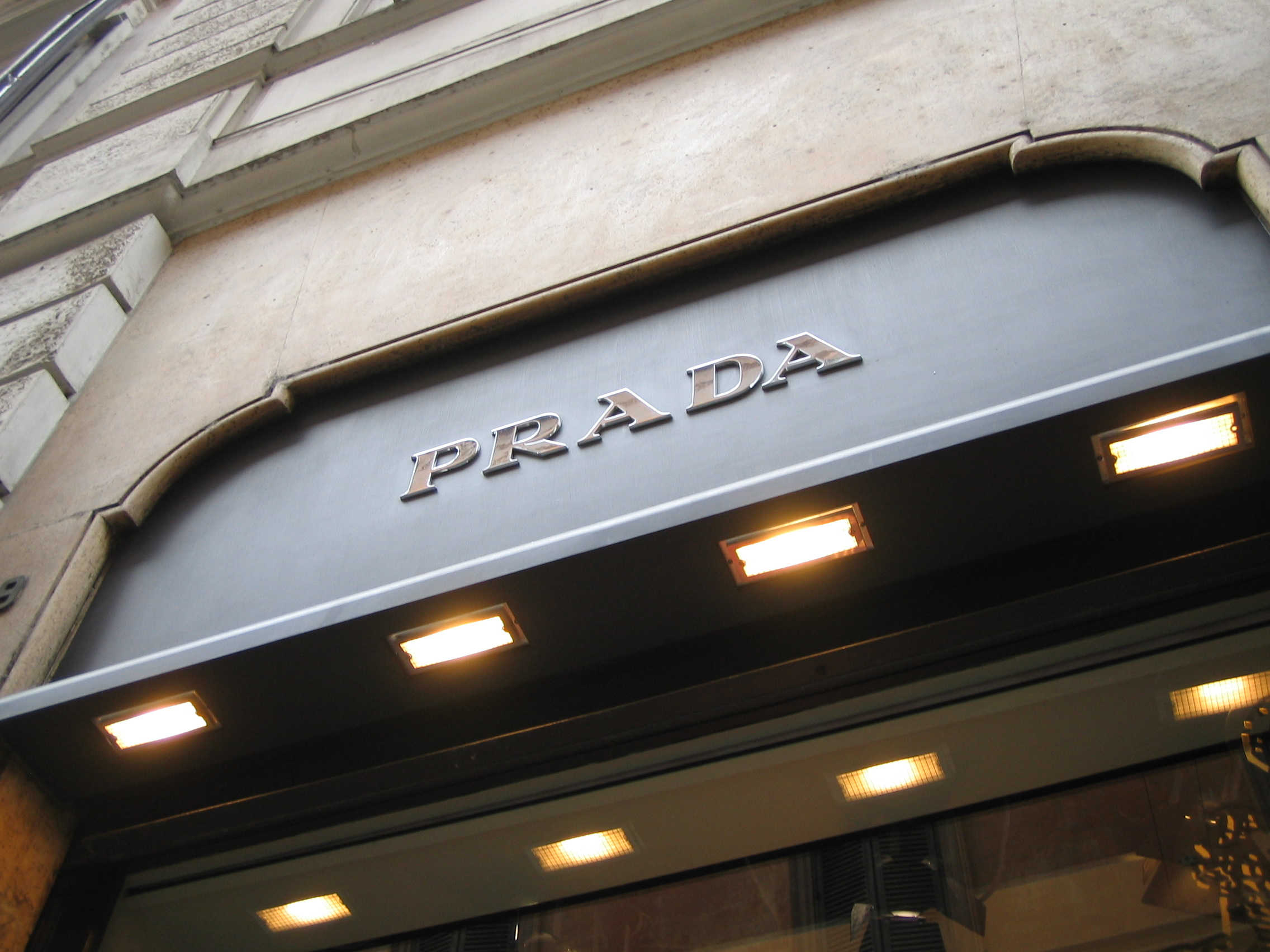
Magazin al Prada în Roma

Prada S.p.A. este o companie italiană de modă specializată în articole de lux atât pentru femei cât și pentru bărbați (accesorii de piele, încălțăminte, pălării, poșete și genți etc.). Compania a fost fondată în anul 1913 de Mario Prada.
Originalitatea produselor Prada a făcut din aceasta una din cele mai influente case de modă, iar brandul a devenit un simbol al anilor 1990. Semnătura Prada se regăsește pe cele mai luxoase produse fabricate din materiale de cea mai înaltă calitate. Cele mai importante accesorii Prada sunt curele din piele, pantofii eleganți cu tocuri foarte înalte și poșetele feminine.
Prada, alături de Calvin Klein și Gucci, este cunoscută pentru selectarea de modele care lucrează și prezintă exclusiv pentru firmele acestora.
În mai 2007, Prada își unește forțele cu producătorul de telefoane mobile LG Electronics și lansează telefonul LG Prada KE850.